# Кежкув (Люблінське воєводство)
Кежкув (пол. Kierzków) — село в Польщі, у гміні Станін Луківського повіту Люблінського воєводства.
Населення — 235 осіб (2011).
У 1975-1998 роках село належало до Седлецького воєводства.

## Демографія
Демографічна структура станом на 31 березня 2011 року:
|          | Загалом | Допрацездатний вік | Працездатний вік | Постпрацездатний вік |
| -------- | ------- | ------------------ | ---------------- | -------------------- |
| Чоловіки | 117     | 30                 | 74               | 13                   |
| Жінки    | 118     | 26                 | 62               | 30                   |
| Разом    | 235     | 56                 | 136              | 43                   |